# Roy Franklin Nichols
Pour les articles homonymes, voir Nichols.
Roy Franklin Nichols (3 mars 1896 – 12 janvier 1973) est un historien américain. Il remporte en 1949 le prix Pulitzer d'histoire pour son ouvrage The Disruption of American Democracy.

## Biographie
Roy Franklin Nichols est né à Newark, dans le New Jersey, le 3 mars 1896. Ses parents sont Franklin Coriell et Annie Cairns Nichols. Il épouse l'historienne Jeannette Paddock Nichols (1890-1982). Il est diplômé de l'université Rutgers en 1918, et y fait un master en 1919. Il est doctorant à l'université Columbia, de 1920 à 1921, et y enseigne l'histoire à partir de 1921, et ce jusqu'en 1925. Il devient docteur en 1923. En 1925, il devient maître de conférences en histoire à l'université de Pennsylvanie. En 1930, il devient professeur dans cette université, où il enseigne jusqu'en 1966. Il est le doyen de la Graduate School of Arts and Sciences entre 1952 et 1966, et vice-recteur de l'université (de 1953 à 1966). Il est aussi professeur invité à l'université Columbia (entre 1944 et 1945), Professeur d'histoire américaine (plus précisément, le poste nommé Pitt Professor of American History and Institutions (en)) à l'université de Cambridge (de 1948 à 1949), et à Stanford, en 1952. En 1962, il enseigne dans le Programme Fulbright en Inde et au Japon.
Il préside la Middle States Association of History Teachers (en), de 1932 à 1933, et la Pennsylvania Federation of Historical Societies (en), de 1940 à 1942. Il est membre de la Pennsylvania Historical Commission de 1940 à 1943, et président du Social Science Research Council de 1949 à 1953. Il préside aussi l'Association of Graduate Schools de l'Association des universités américaines, entre 1963 et 1964.
Il devient membre du conseil de l'American Historical Association en 1943, et exerce les fonctions de vice-président (1964-1965), puis président (1965-1966) de l'association.
Il obtient le prix littéraire de l'Athénée de Philadelphie en 1961 et reçoit plusieurs doctorats honorifiques, par exemple de Rutgers ou de Cambridge.
Il meurt le 12 janvier 1973.

## Publications
- 1923 : The Democratic Machine, 1850-1854
- 1931 : Franklin Pierce: Young Hickory of the Granite Hills
- 1948 : The Disruption of American Democracy
- 1956 : Advance Agents of American Destiny
- 1959 : Religion and American Democracy
- 1963 : Blueprints for Leviathan: American Style
- 1966 : History in a Self-Governing Culture
- 1967 : The Invention of the American Political Parties